# أواسي (ميه)
مدينة أواسي (بالإنجليزية: Owase)‏ هي أحد المدن التابعة لمحافظة ميه. تأسست رسميًا في 20/06/1954. ويقدر عدد سكانها بـ 21272 نسمة حسب تقدير مكتب الإحصاء الياباني لعام 2012. تبلغ مساحة أواسي 193.16 كم2. بكثافة سكانية تبلغ 110 نسمة/كم2.

## المناخ
يظهر الجدول التالي التغييرات المناخية على مدار السنة لأواسي:
| البيانات المناخية لـأواسي                           | البيانات المناخية لـأواسي | البيانات المناخية لـأواسي | البيانات المناخية لـأواسي | البيانات المناخية لـأواسي | البيانات المناخية لـأواسي | البيانات المناخية لـأواسي | البيانات المناخية لـأواسي | البيانات المناخية لـأواسي | البيانات المناخية لـأواسي | البيانات المناخية لـأواسي | البيانات المناخية لـأواسي | البيانات المناخية لـأواسي | البيانات المناخية لـأواسي |
| الشهر                                               | يناير                     | فبراير                    | مارس                      | أبريل                     | مايو                      | يونيو                     | يوليو                     | أغسطس                     | سبتمبر                    | أكتوبر                    | نوفمبر                    | ديسمبر                    | المعدل السنوي             |
| --------------------------------------------------- | ------------------------- | ------------------------- | ------------------------- | ------------------------- | ------------------------- | ------------------------- | ------------------------- | ------------------------- | ------------------------- | ------------------------- | ------------------------- | ------------------------- | ------------------------- |
| الدرجة القصوى °م (°ف)                               | 21.2 (70.2)               | 27.1 (80.8)               | 26.1 (79.0)               | 30.3 (86.5)               | 32.6 (90.7)               | 37.3 (99.1)               | 38.0 (100.4)              | 38.4 (101.1)              | 36.6 (97.9)               | 31.2 (88.2)               | 29.8 (85.6)               | 24.3 (75.7)               | 38.4 (101.1)              |
| متوسط درجة الحرارة الكبرى °م (°ف)                   | 11.3 (52.3)               | 12.0 (53.6)               | 14.9 (58.8)               | 19.4 (66.9)               | 22.8 (73.0)               | 25.5 (77.9)               | 29.2 (84.6)               | 30.4 (86.7)               | 27.7 (81.9)               | 23.0 (73.4)               | 18.5 (65.3)               | 13.9 (57.0)               | 20.1 (68.2)               |
| المتوسط اليومي °م (°ف)                              | 6.3 (43.3)                | 6.9 (44.4)                | 9.9 (49.8)                | 14.6 (58.3)               | 18.4 (65.1)               | 21.7 (71.1)               | 25.4 (77.7)               | 26.4 (79.5)               | 23.6 (74.5)               | 18.3 (64.9)               | 13.4 (56.1)               | 8.6 (47.5)                | 16.1 (61.0)               |
| متوسط درجة الحرارة الصغرى °م (°ف)                   | 1.6 (34.9)                | 2.1 (35.8)                | 4.9 (40.8)                | 9.8 (49.6)                | 14.1 (57.4)               | 18.4 (65.1)               | 22.4 (72.3)               | 23.1 (73.6)               | 20.3 (68.5)               | 14.3 (57.7)               | 8.8 (47.8)                | 3.8 (38.8)                | 12.0 (53.6)               |
| أدنى درجة حرارة °م (°ف)                             | −6.9 (19.6)               | −6.2 (20.8)               | −5 (23)                   | −1.9 (28.6)               | 2.8 (37.0)                | 8.6 (47.5)                | 13.8 (56.8)               | 12.6 (54.7)               | 9.4 (48.9)                | 3.7 (38.7)                | −1.3 (29.7)               | −4.6 (23.7)               | −6.9 (19.6)               |
| معدل هطول الأمطار مم (إنش)                          | 100.7 (3.96)              | 118.8 (4.68)              | 253.1 (9.96)              | 289.4 (11.39)             | 371.8 (14.64)             | 405.7 (15.97)             | 397.2 (15.64)             | 468.2 (18.43)             | 691.9 (27.24)             | 395.7 (15.58)             | 249.8 (9.83)              | 106.5 (4.19)              | 3٬848٫8 (151.51)          |
| متوسط الأيام الممطرة (≥ 0.5 mm)                     | 6.7                       | 7.3                       | 11.8                      | 10.9                      | 12.8                      | 15.1                      | 14.5                      | 13.3                      | 14.9                      | 12.1                      | 8.4                       | 5.8                       | 133.6                     |
| متوسط الرطوبة النسبية (%)                           | 60                        | 60                        | 64                        | 68                        | 74                        | 81                        | 82                        | 80                        | 79                        | 75                        | 70                        | 64                        | 71                        |
| ساعات سطوع الشمس الشهرية                            | 179.4                     | 168.3                     | 184.0                     | 183.9                     | 173.7                     | 129.5                     | 155.7                     | 175.3                     | 130.5                     | 142.4                     | 151.9                     | 177.9                     | 1٬952٫5                   |
| المصدر #1: وكالة الأرصاد الجوية اليابانية           |                           |                           |                           |                           |                           |                           |                           |                           |                           |                           |                           |                           |                           |
| المصدر #2: وكالة الأرصاد الجوية اليابانية (records) |                           |                           |                           |                           |                           |                           |                           |                           |                           |                           |                           |                           |                           |